# 内尔维·蒂亚法克
内尔维·拉曼·蒂亚法克（德語：Nelvie Raman Tiafack，1999年1月3日—），德国男子拳击运动员，2019年欧洲运动会男子91公斤以上级铜牌得主、2023年欧洲运动会男子92公斤以上级铜牌得主、2024年夏季奥林匹克运动会男子92公斤以上级铜牌得主。